# Spalte (Geologie)

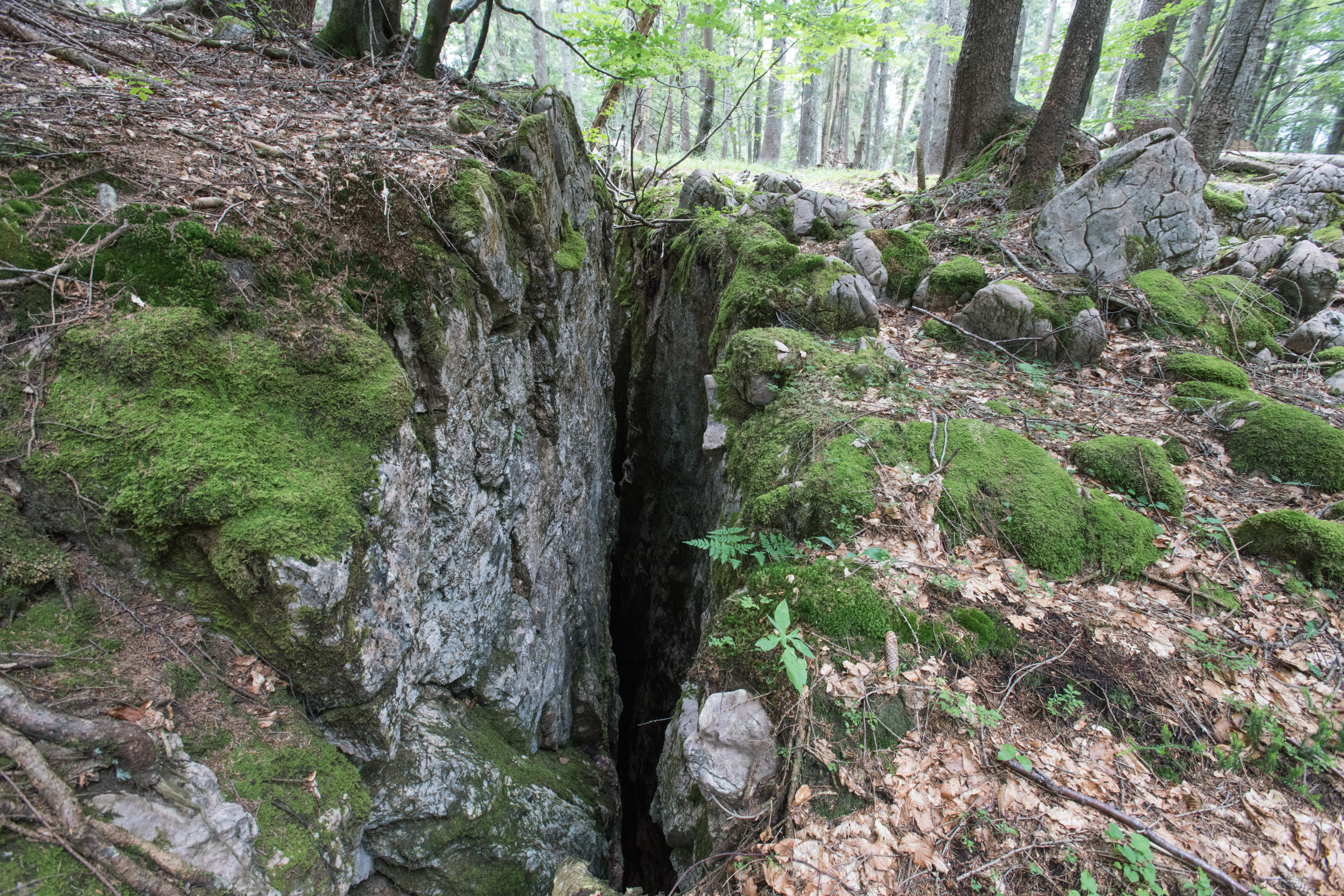
Spalte einer Bergzerreißung am Brochenen Kogel, Österreich

Eine Spalte (englisch: fissure oder crevice) ist in der Geographie und im Bergbau eine klaffende Fuge oder Trennfläche innerhalb eines Gesteinskörpers. 

## Bildung

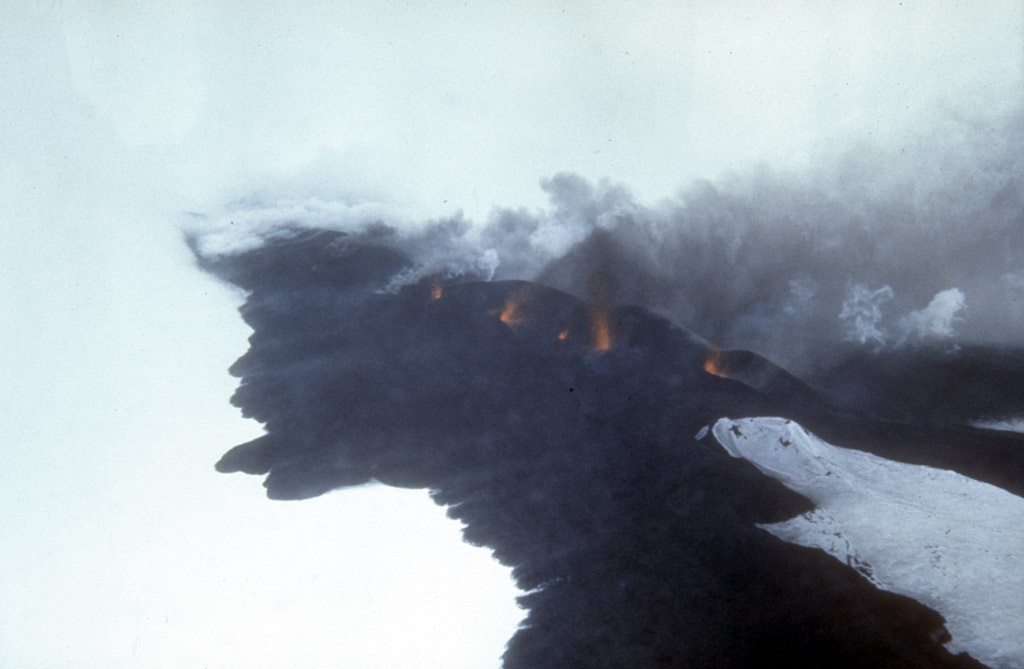
Spalteneruption nahe Pyre Peak auf der Aleuten-Insel Seguam

Kleine Klüfte werden durch tektonische Bewegungen, wie zum Beispiel Erdbeben, zu Spalten ausgeweitet, Verwerfungen geöffnet, aber auch durch das Eindringen von magmatischen Gesteinsschmelzen und die Abkühlung von vulkanischen Laven. Die Größenordnung einer Spalte liegt im Bereich von einigen Millimetern bis Metern Weite sowie mehreren Zentimetern bis hunderte von Metern Erstreckung in der Länge und in die Tiefe.
Im Sinne der Geodynamik zählt auch die Gletscherspalte zu den geologischen Spalten.

## Systematik
Arnold von Lasaulx (1882) unterschied
- endokinetische Spalten, bei denen der Anlass zur Bildung innerhalb der Gesteine selbst liegt, z. B.:
  - Volumenvergrößerungen des Gesteins (z. B. durch die Einlagerung von Wasser in Anhydrit, Dilatationsspalten)
  - Volumenverminderungen des Gesteins (z. B. durch Abkühlung oder Entweichen von Wasser, Kontraktionsspalten)
- exokinetische Spalten (oder Dislokationsspalten), bei denen der Anlass zur Bildung außerhalb der Gesteine liegt, z. B.:
  - Einsturz von Hohlräumen (Einsturzspalten)
  - Aufwölbungen der Erdkruste (z. B. durch Eindringen eines magmatischen Körpers in den Untergrund, Aufbruchsspalten)
  - Faltung von Gesteinsschichten (Biegungsspalten)
  - Pressung von hartem, sprödem Gestein (Pressungsspalten).

## Verfüllung

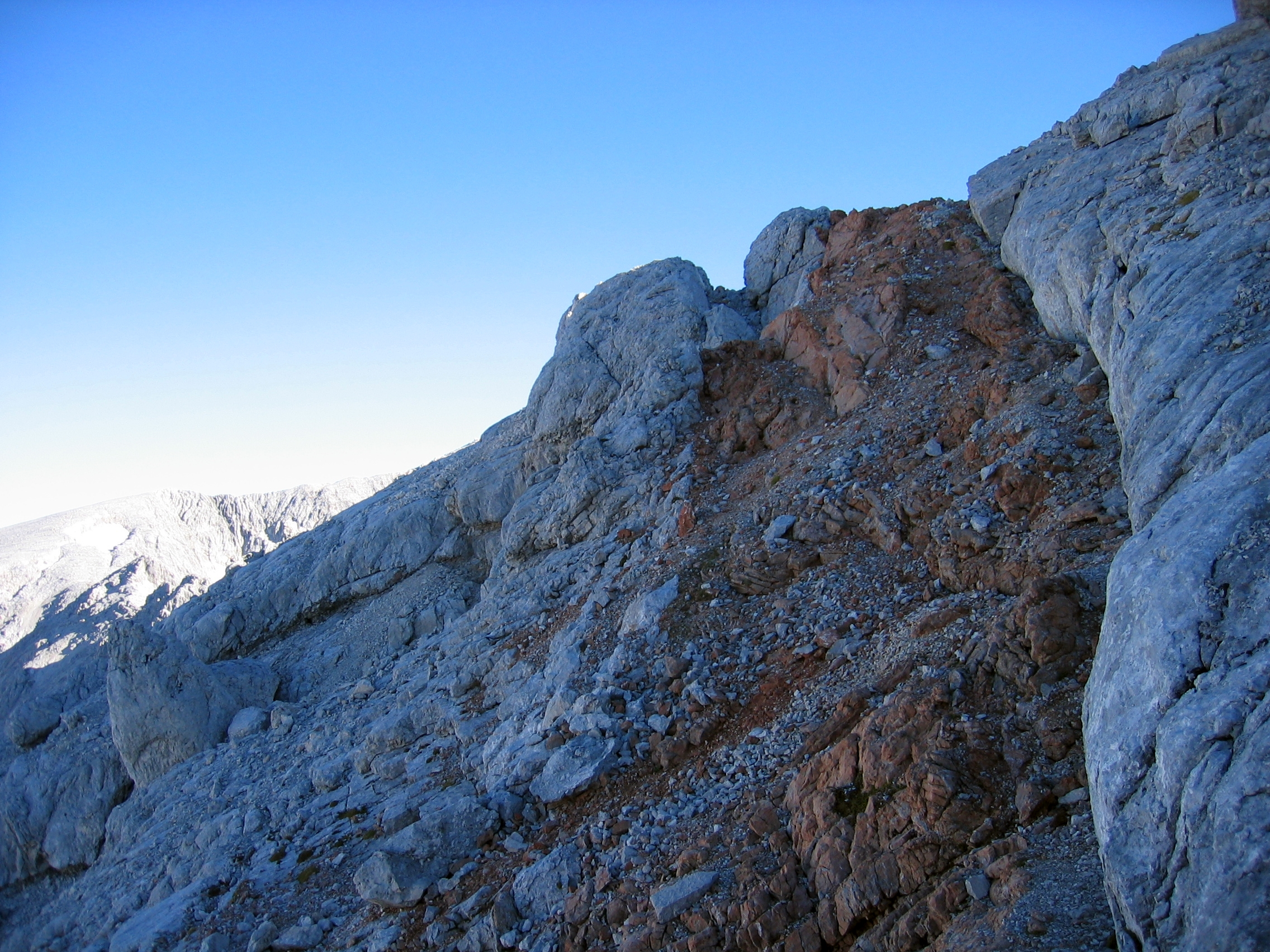
Spalte im Dachsteinkalk (Trias), gefüllt mit Hierlatzkalk (Jura), Totes Gebirge

Oberflächennahe Spalten werden oft wieder mit Verwitterungsschutt des umgebenden Gesteins und mit Sedimenten gefüllt („Sedimentgänge“), so etwa bei der Korbacher Spalte.
Tiefer liegende Spalten können hingegen den Aufstieg von Grund- und Thermalwässern ermöglichen, die dann an der Erdoberfläche als Quellen austreten.
Wenn mineralhaltige Wässer, die von der Oberfläche einsickern, oder hydrothermale Lösungen aus der Tiefe in offenen Spalten zirkulieren, können sich Kluftminerale an den Wänden einer Spalte ausscheiden, bis diese vollständig geschlossen wird („ausheilt“). Wenn solche Mineralgänge ökonomisch wertvolle Erze enthalten, werden sie als Ganglagerstätte bezeichnet. Bei Spalten, die mit magmatischem Ganggestein gefüllt sind, handelt es sich um Gesteinsgänge.

## Gasströmungen in Spalten
Aus manchen Spalten – etwa über Karsthöhlen – dringt fühlbar kühle Luft an die Erdoberfläche. Aus anderen Spalten können auch Dämpfe emporsteigen, wie es beispielsweise vom Orakel von Delphi überliefert ist, die die Seherin Pythia in Trance versetzt haben sollen. 